# Hawker Heron
L'Hawker Heron (Airone, in italiano) fu un caccia biplano realizzato dall'azienda aeronautica britannica Hawker Aircraft negli anni venti. Non ottenne successo e il progetto non superò mai lo stadio di prototipo.

## Storia
Per la realizzazione di questo velivolo, Sydney Camm, ideò una nuova struttura completamente in metallo la quale si rivelò tanto valida da divenire lo standard di costruzione dell'Hawker fino alla realizzazione del Sea Hawk. Questo telaio era realizzato tramite tubi metallici (acciaio o alluminio) con le estremità conformate in modo da poter essere collegati gli uni agli altri per mezzo di ganasce e bulloni (a volte con ghiere per proteggere i tubi).
L'aereo volò la prima volta nel 1925, con P.S.W. Bulman ai comandi e pur essendo più pesante dell'Hawker Woodcock si dimostrò più veloce di questi di circa 15 mph (24 km/h); fu elogiato dai piloti che lo provarono per le sue eccellenti proprietà di maneggevolezza. Purtroppo il velivolo non suscitò nessun interesse da parte dell'Air Ministry pertanto non andò mai in produzione.

### Design
Il progetto dell'aereo fu iniziato nel 1924 e si basava su una riprogettazione dell'Hawker Woodcock, la quale prevedeva la sostituzione della struttura interna in legno del Woodcock con la nuova struttura in metallo, ma man mano che il progetto progrediva si optò per disegnare un aereo completamente nuovo.
L'Heron fu un biplano monoposto, ricoperto in tela, equipaggiato con il motore radiale Bristol Jupiter VI da 455 hp (339 kW) e con elica a due pale interamente in legno; fu progettata anche un'elica in metallo, ma non si riscontrarono benefici da questa soluzione. Per l'armamento erano previste due Vickers da .303 in (7,7 mm).